# پرکینز کرنر (ویرجینیا)
پرکینز کرنر (به انگلیسی: Purkins Corner) یک منطقهٔ مسکونی در ایالات متحده آمریکا است که در شهرستان کینگ جورج، ویرجینیا واقع شده‌است.